# لاله حلب
لالهٔ حلب (نام علمی: Tulipa aleppensis) نام یک گونه از سرده لاله است.
نام آن به شهر حلب سوریه اشاره دارد.